# 더 리틀 아워즈
더 리틀 아워즈(The Little Hours)는 미국에서 제작된 제프 바에나 감독의 2017년 코미디 영화이다. 조반니 보카치오의 《데카메론》을 느슨하게 참고하여 제작되었다. 알리슨 브리 등이 주연으로 출연하였고 엘리자베스 데스트로 등이 제작에 참여하였다.

## 출연

### 주연
- 알리슨 브리
- 데이브 프랭코
- 오브리 플라자
- 케이트 미쿠치

### 조연
- 존 C. 라일리
- 몰리 샤논
- 프레드 아미센
- 제미마 커크
- 닉 오퍼맨
- 존 가브러스
- 로렌 위드맨
- 애덤 팰리
- 폴 웨이츠
- 폴 레이저

## 제작진
- 미술: 수지 맨시니
- 시각효과: 루페쉬 구자르
- 의상: 나탈리 오브라이언
- 배역: 코트니 브라이트
- 배역: 니콜 다니엘스